# Monaco az 1992. évi téli olimpiai játékokon
Monaco a franciaországi Albertville-ben megrendezett 1992. évi téli olimpiai játékok egyik részt vevő nemzete volt. Az országot az olimpián 1 sportágban 5 sportoló képviselte, akik érmet nem szereztek.

## Bob
| Versenyző                                                   | Versenyszám | 1. futam | 1. futam | 2. futam | 2. futam | 3. futam | 3. futam | 4. futam | 4. futam | Összesítés | Összesítés |
| Versenyző                                                   | Versenyszám | Idő      | Hely.    | Idő      | Hely.    | Idő      | Hely.    | Idő      | Hely.    | Idő        | Helyezés   |
| ----------------------------------------------------------- | ----------- | -------- | -------- | -------- | -------- | -------- | -------- | -------- | -------- | ---------- | ---------- |
| Gilbert Bessi Michel Vatrican                               | Kettes      | 1:01,55  | 23.      | 1:02,09  | 24.      | 1:02,08  | 22.      | 1:02,41  | 28.      | 4:08,13    | 23.        |
| Albert Grimaldi Pascal Camia                                | Kettes      | 1:03,57  | 44.      | 1:03,88  | 42.*     | 1:03,93  | 43.      | 1:04,04  | 44.      | 4:15,42    | 43.        |
| Albert Grimaldi Gilbert Bessi Michel Vatrican David Tomatis | Négyes      | 1:00,49  | 28.      | 1:00,66  | 28.      | 1:00,74  | 27.      | 1:00,74  | 27.      | 4:02,63    | 27.        |

* - egy másik csapattal azonos eredményt ért el